# Mellanes
Mellanes es una localidad del municipio de Rabanales, situada en la comarca de Aliste, perteneciente a la provincia de Zamora, comunidad autónoma de Castilla y León, España.
Es muy conocido en su comarca, Aliste, por sus excelentes aguas.

## Historia

### Prehistoria
En el pueblo se encuentra el castro de La Encarnación, excavado en el 2018 por la asociación científico cultural Zamora Protohistórica.

### Edad Media
Durante la Edad Media Mellanes quedó integrado en el Reino de León, cuyos monarcas habrían acometido la repoblación de la localidad dentro del proceso repoblador llevado a cabo en Aliste. Tras la independencia de Portugal del reino leonés en 1143 la localidad habría sufrido por su situación geográfica los conflictos entre los reinos leonés y portugués por el control de la frontera, quedando estabilizada la situación a inicios del siglo XIII.
Posteriormente, en la Edad Moderna, Mellanes estuvo integrado en el partido de Alcañices de la provincia de Zamora, tal y como reflejaba en 1773 Tomás López en Mapa de la Provincia de Zamora. Así, al reestructurarse las provincias y crearse las actuales en 1833, la localidad se mantuvo en la provincia zamorana, dentro de la Región Leonesa, integrándose en 1834 en el partido judicial de Alcañices, dependencia que se prolongó hasta 1983, cuando fue suprimido el mismo e integrado en el Partido Judicial de Zamora.
En torno a 1850, el antiguo municipio de Mellanes se integró en el de Ceadea, y tras la desaparición de este en 1973 en el de Rabanales.

## Patrimonio
Su edificio más significativo es su iglesia parroquial de Santiago Apóstol.
También tiene un molino de agua muy bien conservado y que fue recientemente restaurado y reconvertido en museo, el cual se puede visitar. Se trata del molino de los Genicios.

## Fiestas
Mellanes tiene como fiestas principales las de San Antonio, el 16 de enero, y Santiago, el 25 de julio.

## Demografía
| 2000 | 2001 | 2002 | 2003 | 2004 | 2005 | 2006 | 2007 | 2008 | 2009 | 2010 | 2011 | 2012 | 2013 |
| 88   | 89   | 83   | 77   | 75   | 74   | 68   | 64   | 63   | 62   | 62   | 61   | 59   | 58   |